# گمینا بژژنگو
گمینا بژژنگو (به لهستانی:  Gmina Brzeźnio) یک گمینا در لهستان است که در شهرستان شراتس واقع شده‌است. گمینا بژژنگو ۱۲۸٫۷۳ کیلومتر مربع مساحت و ۶٬۳۵۱ نفر جمعیت دارد.